# La messa è finita
La messa è finita è un film del 1985 diretto da Nanni Moretti.
In concorso al Festival di Berlino del 1986, il film ha vinto l'Orso d'argento, gran premio della giuria e ottenuto la menzione speciale della giuria CICAE.

## Trama
Don Giulio, sacerdote inviato in missione in un Paese lontano per alcuni anni, ritorna a Roma, sua città natale, dove gli viene assegnata una piccola parrocchia di periferia. Ristabilisce i rapporti con la sua famiglia e cerca di riprendere i contatti con gli amici d'infanzia. Tuttavia, ben presto si accorge che ogni cosa è cambiata: il suo amico Saverio, deluso da una storia d'amore finita male, è divenuto paranoico ed è chiuso in casa. Cesare dichiara di voler avvicinarsi al cattolicesimo, ma la sua sembra una decisione di convenienza e non dettata da vera fede. Un altro amico, Andrea, ha un passato da terrorista ed è alle prese col processo.
L'ex parroco, don Antonio, vive vicino alla chiesa e ha messo su famiglia. Un altro amico, Gianni, vive la sua omosessualità non dichiarata. Don Giulio non riesce a far breccia in nessuna delle loro vite. La situazione peggiore è però all'interno della sua famiglia, dove suo padre, ormai anziano, prende una cotta per una ragazza molto più giovane e lascia la moglie, che entra in una profonda depressione. Mentre il giovane prete perde l'entusiasmo che aveva caratterizzato il suo arrivo nella parrocchia, sua madre, incapace di accettare l'addio del marito, si toglie la vita.
Come se non bastasse la sorella Valentina gli comunica che ha intenzione di andarsene a vivere da sola e di abortire il figlio concepito con il fidanzato Simone, un giovane uomo stravagante che ha come unico interesse il birdwatching sui monti. Celebrando la messa per il matrimonio di Cesare, Giulio annuncia ai fedeli di voler lasciar la parrocchia per andare in una sperduta missione in Patagonia, dove per molti anni ha svolto la propria opera un frate francescano da lui incontrato a Roma. Alla fine della celebrazione ha l'occasione per recuperare il senso del suo sacerdozio.

## Incassi
La messa è finita si collocò al trentaduesimo posto tra i film di maggiore incasso nella stagione 1985-1986.

## Colonna sonora
Il film segna la prima collaborazione di Moretti con Nicola Piovani, dopo i primi quattro film musicati da Franco Piersanti. Della colonna sonora fanno parte anche il brano di Bruno Lauzi del 1964 Ritornerai, Sei bellissima di Loredana Bertè e I treni di Tozeur di Franco Battiato.

## Riconoscimenti
- 1986 - David di Donatello
  - Nomination Miglior film a Achille Manzotti
  - Nomination Miglior regia a Nanni Moretti
  - Nomination Migliore produttore a Achille Manzotti
  - Nomination Migliore sceneggiatura a Nanni Moretti, Sandro Petraglia
  - Nomination Miglior attore protagonista a Nanni Moretti
  - Nomination Miglior attore non protagonista a Ferruccio De Ceresa
- 1986 - Nastro d'argento
  - Nomination Migliore produttore ad Achille Manzotti
  - Nomination Migliore soggetto a Nanni Moretti e Sandro Petraglia
  - Nomination Migliore sceneggiatura a Nanni Moretti e Sandro Petraglia
  - Nomination Migliore attore non protagonista a Ferruccio De Ceresa
- 1986 - Festival di Berlino
  - Orso d'argento, gran premio della giuria a Nanni Moretti
  - Nomination Orso d'oro a Nanni Moretti
- 1986 - Ciak d'oro[3]
  - Miglior regista a Nanni Moretti
  - Migliore sceneggiatura a Nanni Moretti e Sandro Petraglia
  - Nomination migliore attore non protagonista a Eugenio Masciari e Marco Messeri
  - Nomination migliore attrice non protagonista a Enrica Maria Modugno
  - Nomination migliore montaggio a Mirco Garrone

## Curiosità
Inizialmente la sceneggiatura prevedeva che Nanni Moretti interpretasse, oltre al ruolo del sacerdote, anche quello del terrorista, che del personaggio del prete ne risultava essere appunto il fratello gemello, con l'unica caratteristica esteriore a distinguerli data dal fatto che il terrorista portasse la barba. In seguito, la parte fu riscritta del tutto, venendo alfine affidata a Vincenzo Salemme.